# Організаційно-розпорядчий документ
Організаційно-розпорядчий документ - Вид письмового документа, у якому фіксують рішення адміністративних і організаційних питань, а також питань управління, взаємодії, забезпечення і регулювання діяльності органів влади, установ, підприємств, організацій, їх підрозділів і посадових осіб.